# Otto Jacobsen

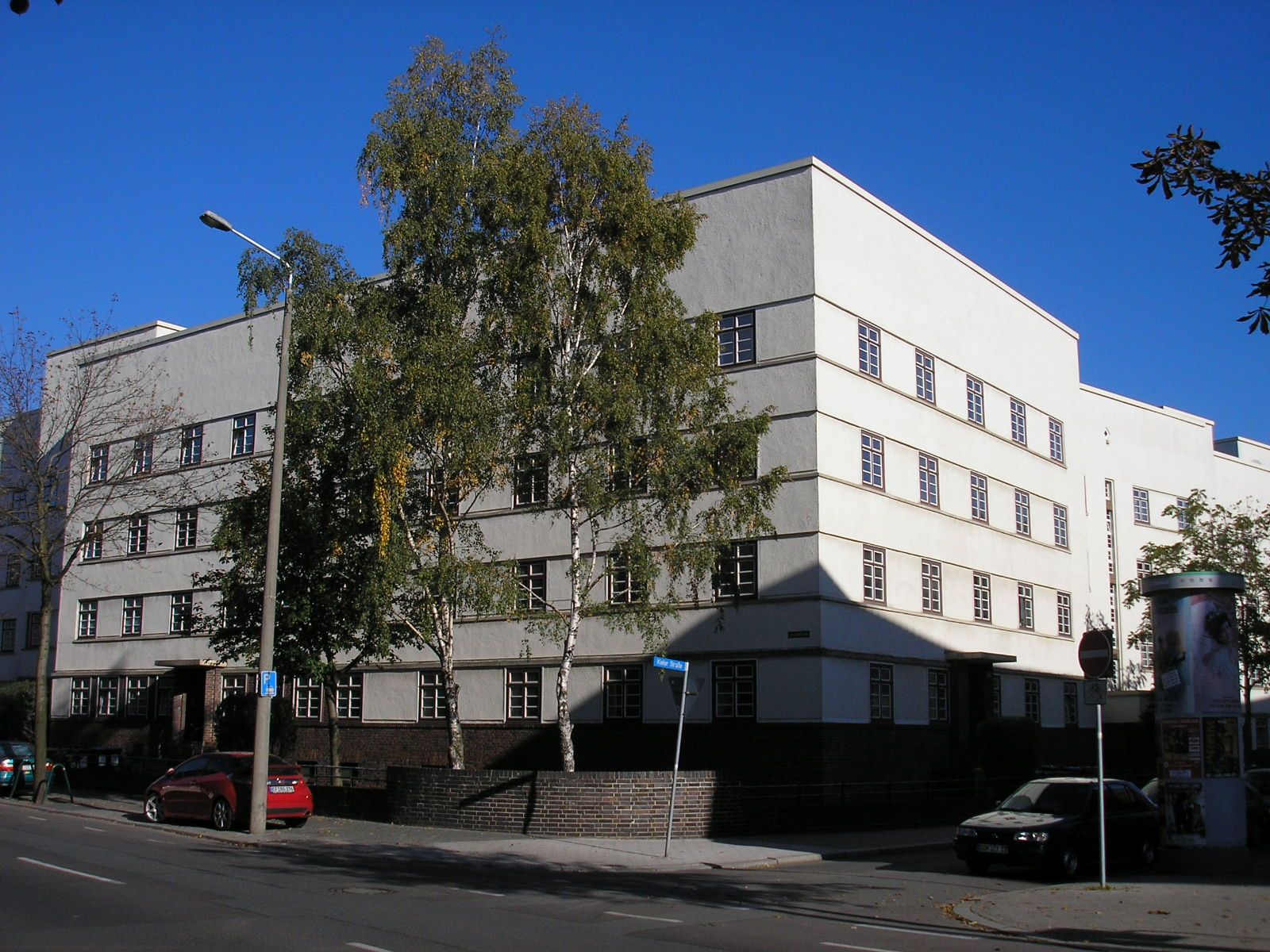
Südostecke des Flensburger Blocks

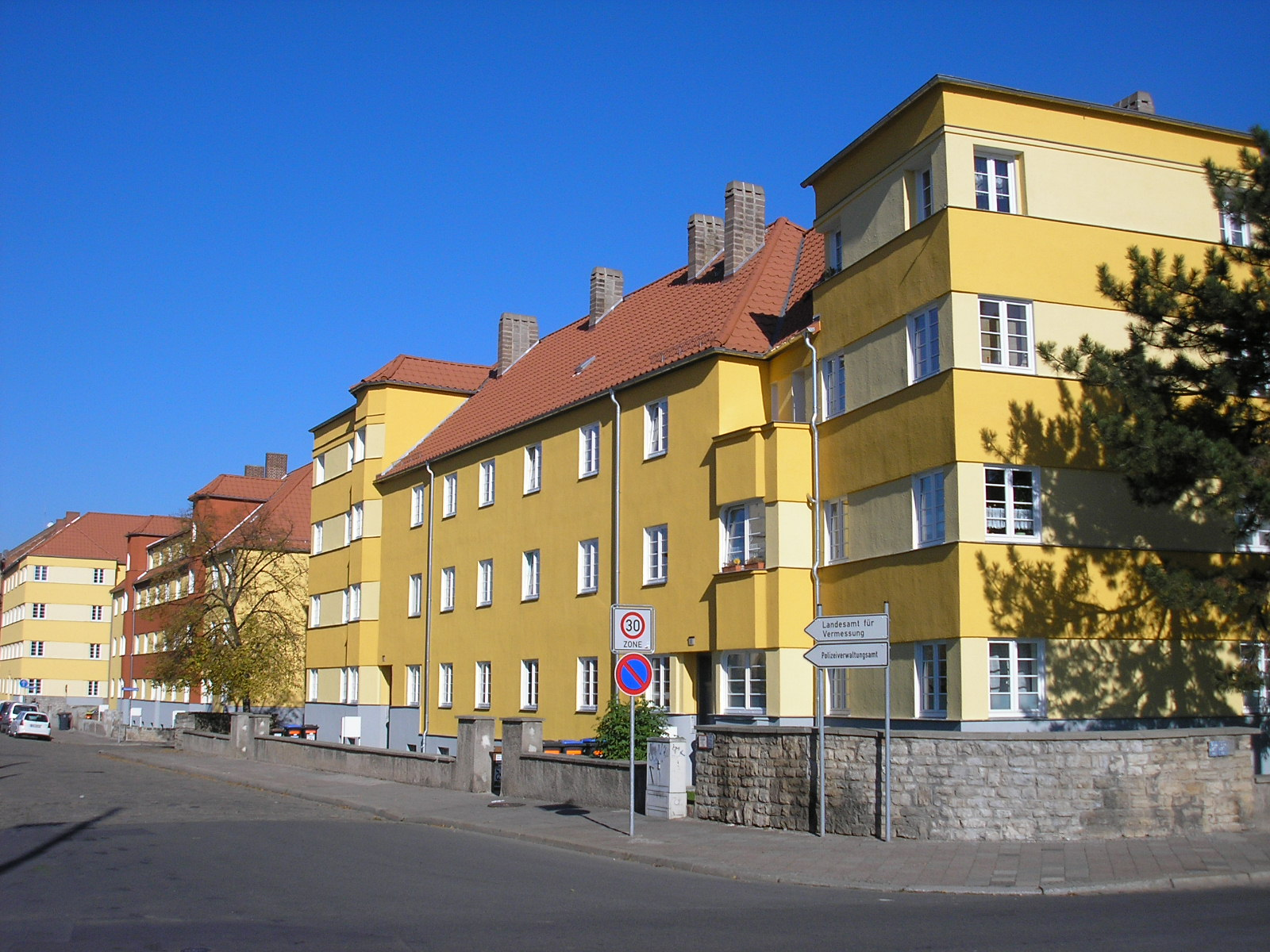
Südecke des Jacobsenviertels

Otto Jacobsen (* 1882; † 1946 in Erfurt; vollständiger Name: Otto Friedrich Jacobsen) war ein deutscher Architekt des Neuen Bauens.
Nach einem Architekturstudium an der Baugewerkschule Eckernförde arbeitete Jacobsen zunächst als Mitarbeiter des Hamburger Stadtbaudirektors Fritz Schumacher und kam 1926 nach Erfurt. Hier wurde der soziale Wohnungsbau nach Hamburger Vorbild sein Schwerpunkt (gemeinsam mit Karl Schneider und anderen). Die Bauten Jacobsens blieben in Thüringen einzigartig.

## Bauten
- Sozialwohnungen „Flensburger Block“ und „Hamburger Block“ (1928–1930), Erfurt-Krämpfervorstadt (Hanseviertel)[1]
- Sozialwohnungen „Jacobsenviertel“ (1925–1928), Erfurt-Ilversgehofen[2]
- Wohnhauszeile an der Nordseite der Grolmannstraße (1928), Krämpfervorstadt